# Diante do Trono
Diante do Trono (Delante del Trono) es un grupo brasileño de música cristiana contemporánea. 

## Historia
Diante do Trono fue fundado en 1997 en Belo Horizonte, Minas Gerais, en la Iglesia Bautista de Lagoinha, en Brasil. Es liderado por la cantante, compositora y pastora Ana Paula Valadão. El grupo se popularizó en Brasil desde el lanzamiento de su primer trabajo en 1998, el álbum Diante do Trono. A partir de los álbumes Águas Purificadoras y Preciso de Ti alcanzó reconocimiento internacional y se convirtió en uno de los más exitosos grupos de música cristiana en Brasil.
En 2000, el grupo fundó una casa para niñas en India para combatir la prostitución.
La banda han lanzado más de 25 álbumes y es el grupo de góspel más exitosa de Brasil. Han ganado 24 Trofeo Talento que es un premio de Brasil, similar a los Dove Awards, más que cualquier otra banda. El año que ganó más fue en 2004, cuando recibieron 8 nominaciones y ganó 7. En 2008, Diante do Trono fue honrado en Programa de Raul Gil, un famoso programa de televisión brasileño del canal SBT, por su aclamación en la música góspel. La banda también trabaja en una causa filantrópica, la Ashastan proyecto, una casa de recuperación en la India para las víctimas de la prostitución infantil.

## Discografía
La discografía de Diante do Trono incluye álbumes en vivo, infantiles y de estudio.
Serie Diante do Trono
- Diante do Trono (1998)
- Exaltado (2000)
- Águas Purificadoras (2000)
- Preciso de Ti (2001)
- Nos Braços do Pai (2002)
- Quero Me Apaixonar (2003)
- Esperança (2004)
- Ainda Existe Uma Cruz (2005)
- Por Amor de Ti, Oh Brasil (2006)
- Príncipe da Paz (2007)
- A Canção do Amor (2008)
- Tua Visão (2009)
- Aleluia (2010)
- Sol da Justiça (2011)
- Creio (2012)
- Tu Reinas (2014)
- Tetelestai (2015)
- Deserto de Revelação (2017)
- Outra Vez (2019)

Serie Crianças Diante do Trono
- Crianças Diante do Trono (2002)
- Amigo de Deus (2003)
- Quem é Jesus? (2004)
- Vamos Compartilhar (2005)
- Arca de Noé (2006)

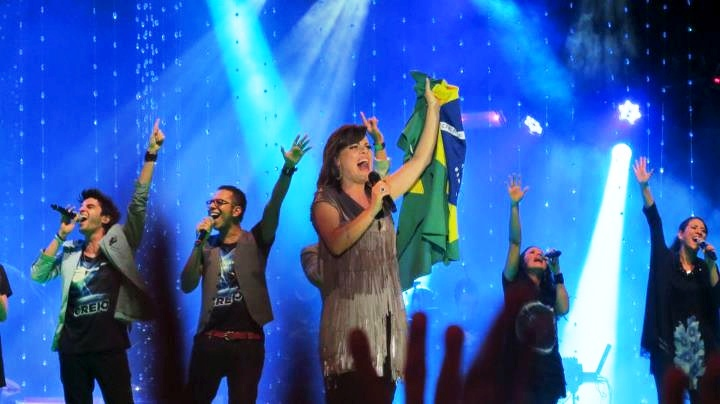
El grupo en la grabación de Creio.

- Samuel, O Menino Que Ouviu Deus (2007)
- Para Adorar ao Senhor (2008)
- Amigos do Perdão (2010)
- Davi (2012)
- Renovo Kids (2015)
- DT Babies (2016)

Compilaciones y especiales
- Brasil Diante do Trono (2002)
- In the Father's Arms (2006)
- En los Brazos del Padre (2006)
- Sem Palavras (2006)
- Tempo de Festa (2007)
- Com Intensidade (2008)
- Renovo (2013)
- Imersão (2016)
- Imersão 2 (2017)
- Eu e a Minha Casa (2018)
- Imersão 3 (2019)

Parcerias
- Aclame ao Senhor (con Hillsong) (2000)
- Shalom Jerusálem (con Paul Wilbur) (2000)
- Glória a Deus (con Gateway Worship) (2012)
- Global Project: Português (con Hillsong) (2012)
- Deus Reina (con Gateway Worship) (2015)
- Pra Sempre Teu (con Gateway Worship) (2016)
- Muralhas (con Gateway Worship) (2017)

Serie CTMDT
- Viver Por Ti (2006)
- Não Haverá Limites (2009)
- Tu És Tudo Pra Mim (2012)
- Dependente (2017)

Serie Nations Before the Throne
- Suomi Valtaistuimen Edessä (2012)
- Läpimurto (2014)
- Deutschland Vor Dem Thron (2015)